# Giovanni Ranalli
Giovanni Ranalli (Civitavecchia, 31 maggio 1924 – Civitavecchia, 4 dicembre 2018) è stato un politico e sindacalista italiano.

## Biografia
Di origine contadina, studiò al Seminario di Montefiascone dove completò gli studi superiori. Nella sua autobiografia Giovanni Ranalli, uomo di partito e delle istituzioni, sulle sue origini scrive: “l’impronta dell’ambiente rurale, le abitudini e le tradizioni della civiltà contadina rimarranno permanenti nella mia vita, come un dato costitutivo della mia personalità”.
Nel dopoguerra divenne contabile dell'azienda Molino Assisi ma contemporaneamente diede inizio alla sua attività politica nel PCI che avrebbe poi proseguito nei Democratici di Sinistra e successivamente nel PD.
Ranalli ricordava con piacere, tra i tanti incontri, quello con Carlo Levi, candidato al Senato della Repubblica nelle elezioni del 1963 nel Collegio di Civitavecchia. Per Levi, Ranalli divenne un "dolce Virgilio" che lo aveva accompagnato nei comizi e nelle sezioni durante la campagna elettorale in cui fu eletto senatore.
Nel 2014 è stato inaugurato il Fondo Ranalli, gestito dalla ODV Amici del Fondo Ranalli, che raccoglie i beni donati da Giovanni Ranalli alla scuola Cesare Laurenti tra cui opere di Carlo Levi e altri artisti contemporanei tra i quali Galice, Massaccesi, Vespignani, Icone russe di metà Ottocento, edizioni di pregio tra le quali il Codice Atlantico di Leonardo da Vinci, il Messale Borgia e il Codice Resta, una riproduzione in bronzo della Tavola Osca, una scultura di Pericle Fazzini e oltre duemila volumi.

## Attività politica e amministrativa
Eletto Senatore nel Partito Comunista Italiano (1983 e 1987) nella IX e X legislatura, ha ricoperto vari incarichi tra cui quello di vicepresidente della Commissione permanente Igiene e Sanità e vicepresidente della Commissione parlamentare d'inchiesta sulla dignità e condizione sociale dell'anziano. Nel dopoguerra fu eletto per cinque volte consigliere comunale di Civitavecchia (1956, 1957,1960,1964,1970), consigliere comunale di Santa Marinella nel 1975, consigliere per due mandati (1960 e 1964) all’Amministrazione Provinciale di Roma, consigliere regionale del Lazio per tre mandati (1970, 1975, 1980) e assessore regionale alla Sanità dal 1976 al 1981, dove fornì il suo importante contributo alla nascita del Servizio sanitario nazionale.
Nell’immediato dopoguerra, prima di svolgere l’attività nel PCI, si era occupato della ricostruzione dell’organizzazione sindacale della locale Camera del Lavoro, ricoprendo l’incarico di Segretario generale nel periodo della occupazione delle terre (1949) e della occupazione della fabbrica Italcementi (1948).